# 憤怒屋
憤怒屋，是一種用來發洩情緒的出租房屋，最早來自於日本。憤怒屋可視為另類紓壓方式。在進入憤怒屋前需要做好完善的保護措施，之後可以選擇各種不同樣式的武器來怒砸屋內所有的物品。